# Periploca graeca
Periploca graeca es una especie de planta ornamental perteneciente a la familia  Asclepiadaceae. Se distribuyen desde el sudoeste de Europa hasta Asia occidental. Crece en zonas boscosas y riveras de arroyos. 

## Descripción
Es una enredadera trepadora y caduca que alcanza los 9 metros de altura, creciendo 1-2 metros anuales. Tiene las hojas lanceoladas de color verde oscuro que tornan  amarillo cuando llega el otoño. Las flores son pequeñas de color marrón-púrpura producidas en las cimas desde junio hasta agosto.

## Taxonomía
Periploca graeca fue descrita por Carlos Linneo y publicado en Species Plantarum 1: 211. 1753.
Sinonimia
- Periploca   maculata Moench   [1794, Meth. : 46]   [nom. illeg.]
- Periploca laeta Salisb.[2]